# Pratt Street-oproer
Het Pratt Street-oproer (Engels: Pratt Street Riot) of Baltimore-oproer van 1861 (Baltimore riot of 1861) was een rel die op 19 april 1861 plaatsvond in de Amerikaanse stad Baltimore. Hierbij keerden inwoners van de stad zich tegen de soldaten van de Unie die per trein op doorreis waren naar Washington, D.C. om die stad te verdedigen tegen gezinden van de Confederatie. Bij de opstoot in Baltimore vielen de eerste dodelijke slachtoffers van de Amerikaanse Burgeroorlog als gevolg van geweld. 

## Context
President Abraham Lincoln vreesde voor een aanval op Washington, D.C. van rebellen die zich bij de rivier Potomac ophielden. Hij besloot op 15 april 75.000 troepen naar Washington te sturen om de stad te beschermen. Een gedeelte van de soldaten moest per trein via Baltimore reizen. Hier wachtte echter een bijzondere overstap. Mede door een door de stad opgelegd verbod op stoommachines binnen de stadsgrenzen was er geen centraal station, maar bevonden zich meerdere stations op locaties buiten de stad. Op de stations ontkoppelden de locomotieven, waarop door paarden getrokken wagens de passagiers naar het volgende station vervoerden. De spanning in de stad was hoog, aangezien Baltimore verdeeld tegenover de opvattingen van Lincoln stond. Veel inwoners schaarden zich achter de ideeën van de Geconfedereerde Staten, terwijl er bovendien veel Vredesdemocraten (bijgenaamd Copperheads) waren die tegen een oorlog met de Confederatie waren. Een eerste lichting soldaten passeerde Baltimore op 18 april. Van deze dag is een incident vermeld van een Afro-Amerikaanse soldaat die door een steen werd getroffen, maar over verdere ongeregeldheden is niets bekend.

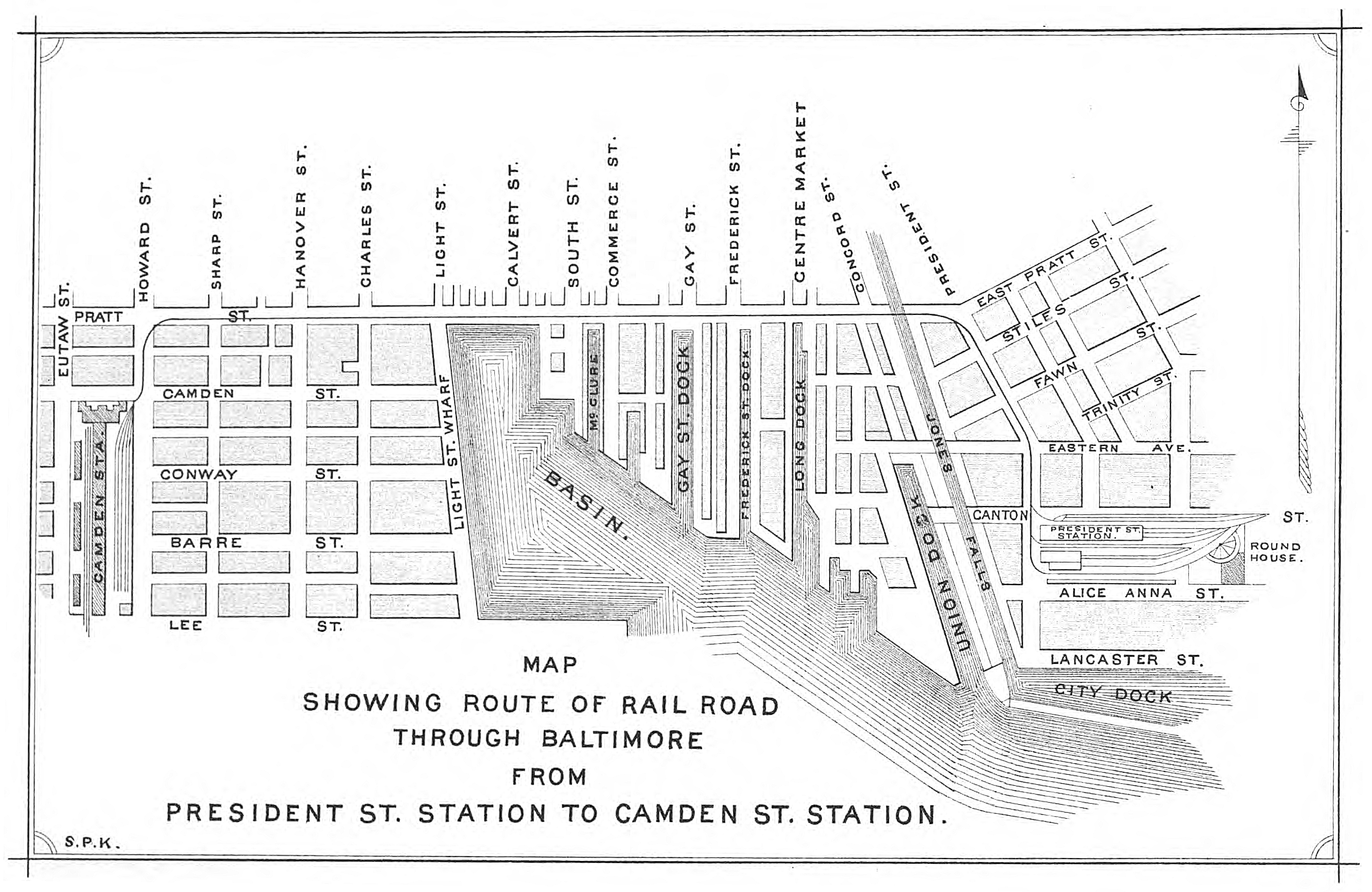
De route die de wagons van President Street Station (rechts) tot Camden Station (links) moesten afleggen volgde grotendeels de Pratt Street.

## Verloop
Toen in de ochtend van 19 april vijfendertig wagons met soldaten uit Massachusetts en Pennsylvania op het President Street Station arriveerden, hadden vele Baltimoreanen zich al langs de af te leggen route opgesteld. De paarden werden snel voor de wagens gespannen om de tocht naar Camden Station te vervolgen. De voertuigen met Massachusettse soldaten reden voorop. De mensenmenigte langs de route groeide, met name op Pratt Street, die de belangrijkste weg tussen de stations was. Omstanders sleepten ankers van nabijgelegen werven de straat op en blokkeerden de rails. Op deze manier wisten ze de wagens tot stilstand te krijgen. Er volgde gescheld en de stilstaande voertuigen werden met stenen bekogeld. De circa 220 soldaten uit Massachusetts en een aantal uit Pennsylvania kregen hierop het bevel om van boord te gaan en zich snel een weg te banen door de ziedende mensenmassa. Na twee schoten met musketten begon de confrontatie. Sommige van de belagers wisten wapens te bemachtigen. In de opstoot stierf de 17-jarige Luther C. Ladd, waarmee hij de eerste Unie-soldaat was die als gevolg van geweld om het leven kwam. In totaal stierven vier of vijf soldaten en elf of twaalf Baltimoreanen. Tientallen betrokkenen raakten gewond.

## Nasleep
Tijdens de drie dagen erna groeide bij een deel van de bevolking de overtuiging dat het mogelijk was om Maryland onder druk bij de Geconfedereerde Staten aan te laten sluiten. De bevolking vernielde meerdere spoorbruggen. Generaal Benjamin Butler werd daarop met enkele regimenten naar de stad gestuurd, waar zij een fort bouwden op Federal Hill, tegenover het centrum van de stad. De burgemeester van Baltimore, George William Brown, en de gouverneur van Maryland, Thomas Holliday Hicks, overtuigden Lincoln ervan de volgende troepen niet door Baltimore te sturen. De soldaten van de Unie werden nu over het water naar Washington gevoerd. Butler zorgde voor de wederopbouw van de spoorbruggen en verijdelde meerdere nieuwe vernielingspogingen. Op 27 april stemde in Baltimore een meerderheid van het Wetgevend Lichaam tegen afscheiding van de Unie, waardoor de stad tijdens de oorlog de positie van bolwerk aan de grens met de geconfedereerden bleef innemen.